# Antrim, New Hampshire
Antrim är en kommun (town) i Hillsborough County i delstaten New Hampshire, USA med 2 637 invånare (2010). Den har enligt United States Census Bureau en area på totalt 94,5 km² varav 2,1 km² är vatten. 

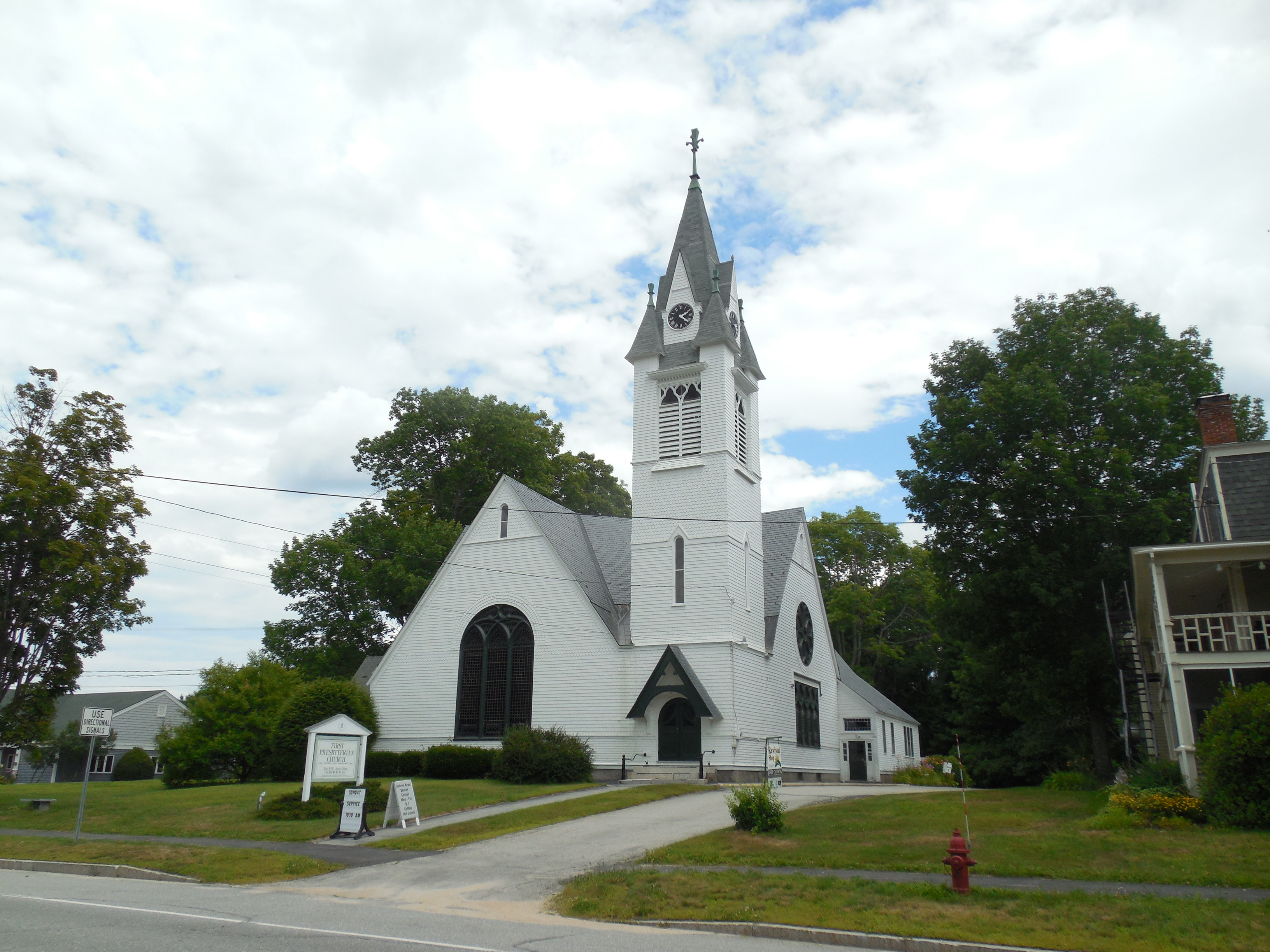